# Villa Stolle

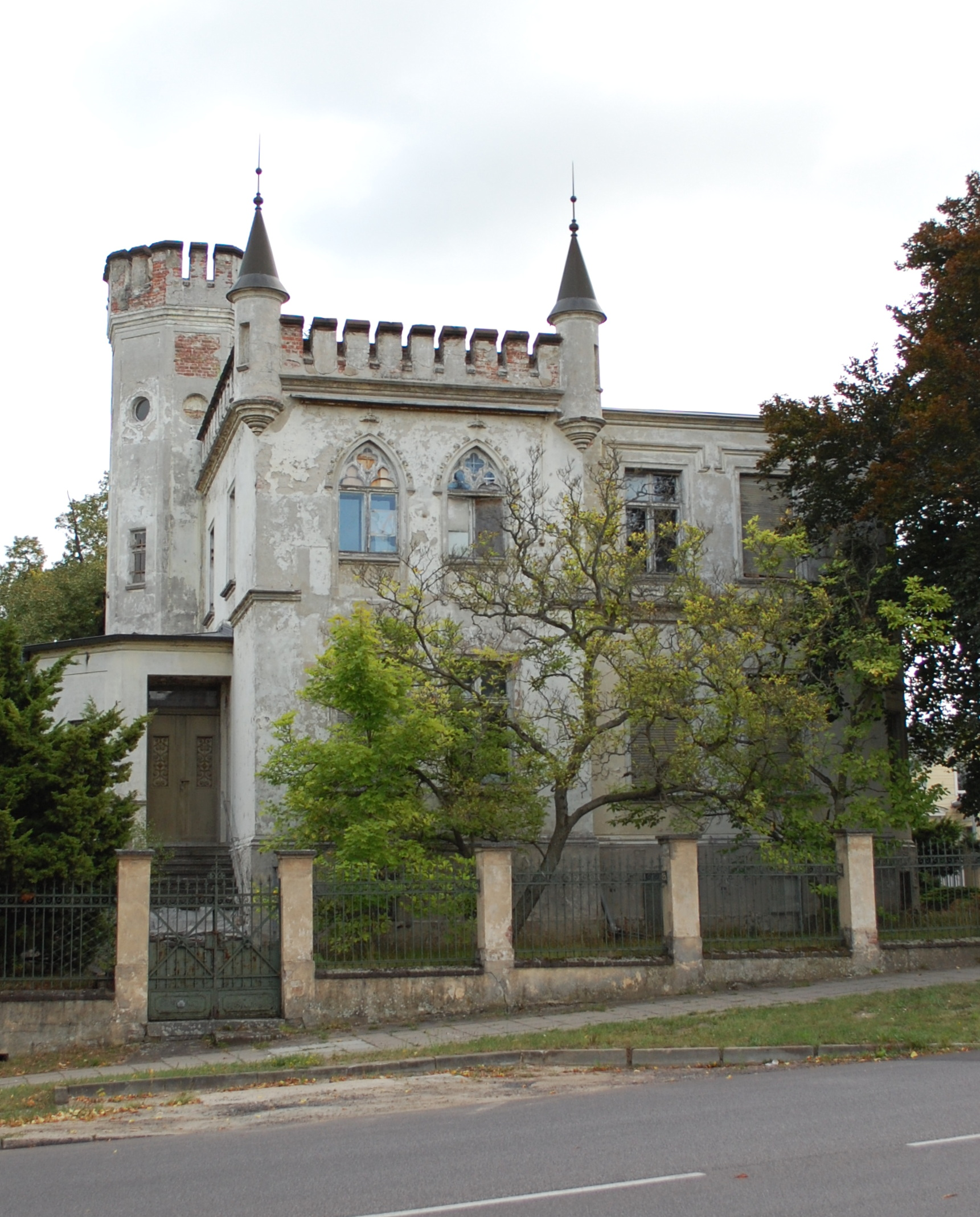
Villa Stolle

Die Villa Stolle ist ein großbürgerliches Wohnhaus in der Stadt Burg in Sachsen-Anhalt. Die Villa befindet sich östlich der Innenstadt auf dem Eckgrundstück Berliner Straße 32/33 / Koloniestraße und steht unter Denkmalschutz.

## Architektur und Geschichte
Die Villa entstand im Jahr 1888 als Fabrikantenvilla im Stil der Neogotik. Die Gestaltung gibt dem Gebäude ein wehrhaftes Gepräge, womit auf den in der Nähe stehenden Berliner Turm der Burger Stadtbefestigung Bezug genommen wird. Das zweigeschossige, verputzte Gebäude hat einen oktogonalen, mit Zinnen bekrönten Eckturm sowie Wichtürmchen.
An der Südostseite des Hauses wurde später ein Anbau angefügt, der das Gesamterscheinungsbild des Baudenkmals beeinträchtigt.